# In the Clearing
In the Clearing è una miniserie televisiva australiana diretta da Jeffrey Walker e Gracie Otto, e basata sull'omonimo romanzo di J. P. Pomare, un resoconto romanzato del gruppo della New Age australiana The Family. Vede come protagonisti Teresa Palmer, Miranda Otto e Guy Pearce.

## Trama
Una donna è costretta ad affrontare i demoni del suo passato per impedire a una setta di rapire i bambini.

## Puntate
| nº | Titolo originale           | Titolo italiano                     | Pubblicazione  |
| -- | -------------------------- | ----------------------------------- | -------------- |
| 1  | The Season of Unfoldment   | La stagione dello sviluppo          | 24 maggio 2023 |
| 2  | Kindred                    | Famiglia                            | 24 maggio 2023 |
| 3  | Suffer the Little Children | Lasciate che i bambini vengano a me | 31 maggio 2023 |
| 4  | The Foundlings             | I trovatelli                        | 7 giugno 2023  |
| 5  | Maitreya                   | Maitreya                            | 14 giugno 2023 |
| 6  | The Pied Piper             | Il pifferaio magico                 | 21 giugno 2023 |
| 7  | This Too Shall Pass        | Anche questo passerà                | 28 giugno 2023 |
| 8  | Island                     | Isola                               | 5 luglio 2023  |

## Personaggi e interpreti

### Principali
- Freya Heywood/Amy, interpretata da Teresa Palmer (adulta) e da Julia Savage (giovane).
Nel passato è una dei bambini cresciuti nella setta ed è incaricata di prendersi cura di Asha, la nuova arrivata. Nel presente è madre di Billy e Max e la notizia di un nuovo rapimento di una bambina la getta nel panico.
- Adrienne Beaufort/Ada Atkins, interpretata da Miranda Otto.
Ambiziosa donna che, stanca del suo passato da colf, decide di diventare una guida spirituale fondando una setta chiamata la Famiglia in cui i bambini vengono cresciuti con un'educazione spartana reclusi dentro una tenuta.
- Dott. Bryce Latham, interpretato da Guy Pearce.
Professore e fisico che viene contattato da Adrienne dopo aver letto il suo libro e in seguito fondano insieme la comunità.

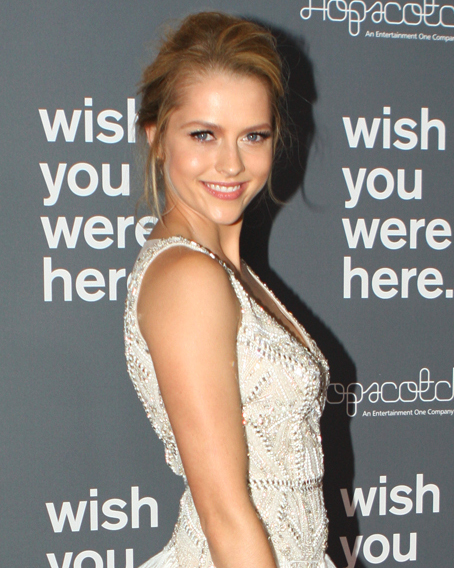
Teresa Palmer
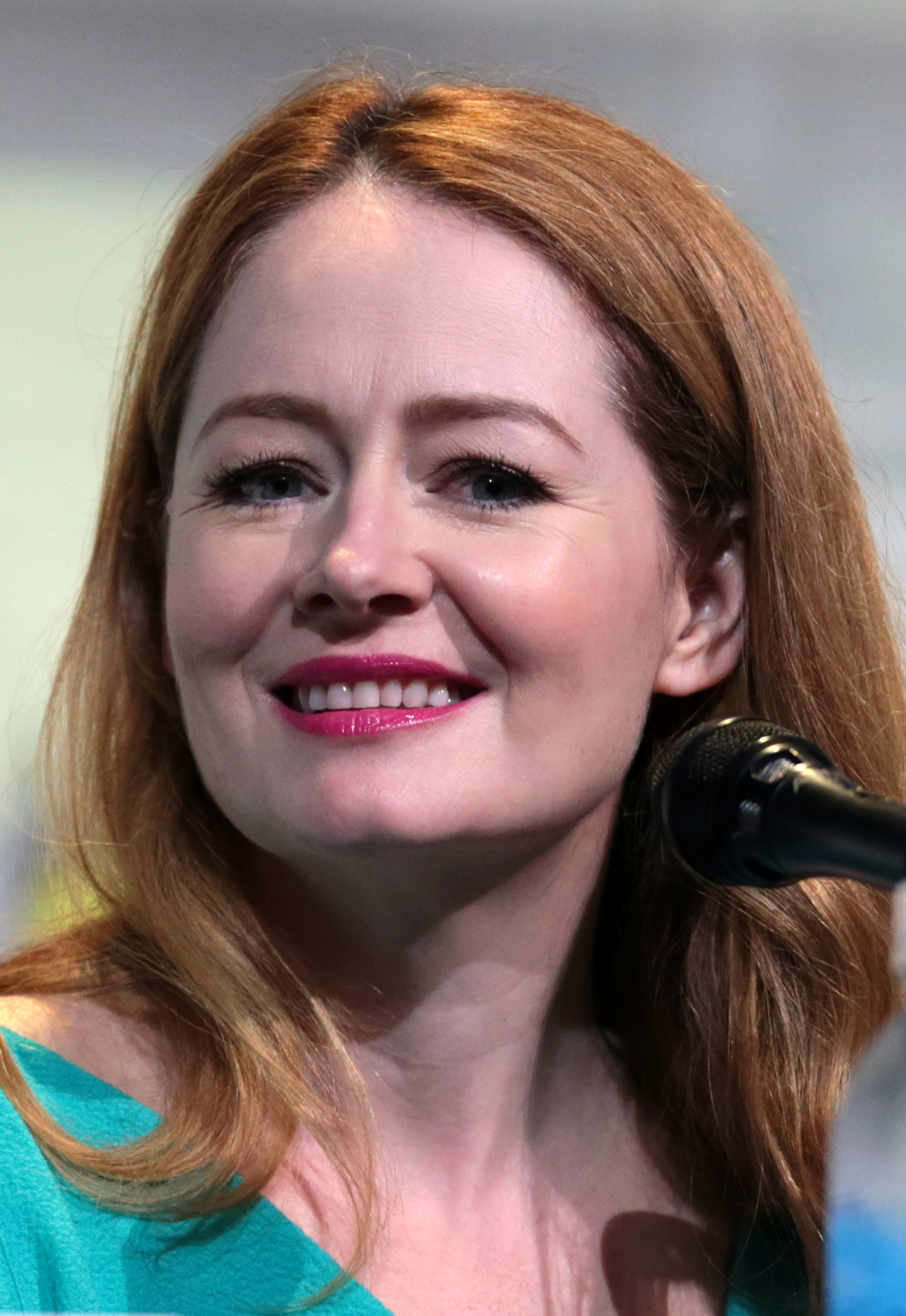
Miranda Otto
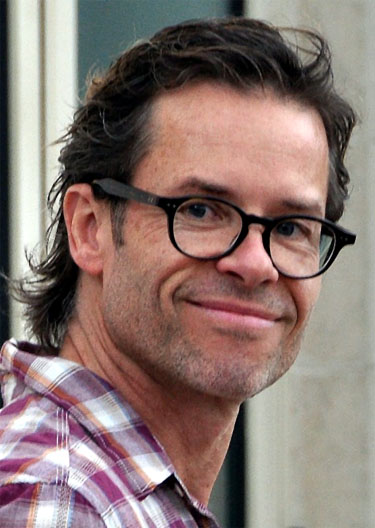
Guy Pearce

### Ricorrenti
- Yusuf Joe Saad, interpretato da Hazem Shammas.
Ispettore capo che indaga sulla scomparsa di Sara. Nel presente lascia il lavoro e la famiglia e va a vivere su una barca ma rimane in contatto con Freya.
- Henrik Wilczek, interpretato da Erroll Shand.
Marito di Hannah e proprietario di Blackmarsh, la tenuta utilizzata da Adrienne per rinchiudere i bambini.
- Tamsin Latham, interpretata da Kate Mulvany.
Ex ostetrica al St. Aloysius ed ex moglie di Bryce che insegna e cucina per i bambini della setta.
- Hannah Wilczek, interpretata da Anna Lise Phillips.
Moglie di Henrik, scettica sulla comunità creata da Adrienne, ma aiuta Tamsin nel crescere i bambini.
- Sara McFertidge/Asha, interpretata da Lily La Torre.
Bambina di nove anni rapita e portata nella setta.
- Billy Heywood, interpretato da Flynn Wandin.
Figlio di sette anni di Freya e Wayne.
- Christine, interpretata da Doris Younane.
Madre adottiva di Freya e nonna di Billy.
- Anton Beaufort, interpretato da Jeremy Blewitt (giovane) e da Harry Greenwood (adulto).
Fratello di Freya e uno dei bambini della Famiglia di sedici anni. Nel presente, dopo aver vissuto in Thailandia per anni, ritorna in Australia.
- Mohamed, interpretato da Ras-Samuel Welda'abzgi.
Badante di Adrienne.
- Colin Garrison, interpretato da Xavier Samuel.
Detective e collega di Saad e alleato di Adrienne.
- Wayne Dhurrkay, interpretato da Mark Coles Smith.
Padre di Billy e Max.
- Maxine "Max" Dhurrkay, interpretata da Miah Madden.
Figlia adolescente di Freya e Wayne che ha vissuto la maggior parte della sua vita col padre.
- Wilkes, interpretato da Gary Sweet.
Commissario capo e superiore di Saad.

## Produzione
La miniserie è prodotta da Wooden Horse e basata sul romanzo thriller In the Clearing di J. P. Pomare e il gruppo realmente esistente The Family e il loro carismatico capo Anne Hamilton-Byrne. La miniserie è stata adattata da Elise McCredie, Matt Cameron e Osamah Sami. Diretta da Jeffrey Walker e Gracie Otto, i produttori esecutivi sono are McCredie, Cameron e Walker con Richard Finlayson e Elizabeth Bradley.

### Casting
Teresa Palmer, Miranda Otto e Guy Pearce sono stati confermati nel cast nel luglio 2022.

### Riprese
La lavorazione è iniziata nello stato di Victoria nel luglio 2022.

## Distribuzione
La miniserie è stata pubblicata su Hulu negli Stati Uniti e come Star Original su Disney+ negli altri Paesi dal 24 maggio al 5 luglio 2023.

## Accoglienza

### Critica
Rotten Tomatoes riporta l'86% delle recensioni professionali positive, con un voto medio di 6,50 su 10 basato su 14 critiche. Il consenso critico del sito web indica: «Traendo idee aggiuntive dall'ambientazione australiana e dall'interpretazione inquietante di Miranda Otto, In the Clearing è un thriller misterioso da raccomandare.» Metacritic, invece, ha assegnato un punteggio di 61 su 100 basato su 7 recensioni, indicando "recensioni generalmente favorevoli".